# Веслування на байдарках і каное на літніх Олімпійських іграх 2016 — байдарки-двійки, 1000 метрів (чоловіки)
Змагання з веслування на байдарках-двійках серед чоловіків (дистанція 1000 м) на літніх Олімпійських іграх 2016 пройшли 17-18 серпня на озері Родріго-де-Фрейташ.

## Порядок проведення
Змагання включають кваліфікаційні запливи, півфінали та фінал.

## Розклад
Хронологія за бразильським часом (UTC−3)
| Дата              | Час                     | Етап                                                                            |
| ----------------- | ----------------------- | ------------------------------------------------------------------------------- |
| 17 серпня, середа | 09:08 09:16 10:20 10:27 | Кваліфікація (1 заплив) Кваліфікація (2 заплив) Перший півфінал Другий півфінал |
| 18 серпня, четвер | 09:00                   | Фінал                                                                           |

## Результати

### Попередні запливи
Перші човни з кожного запливу виходять напряму у фінал A, решта беруть участь у півфіналах.

#### Заплив 1
| Місце | Canoer                          | спортсмени       | Час      | Примітки |
| ----- | ------------------------------- | ---------------- | -------- | -------- |
| 1     | Макс Рендшмідт Маркус Гросс     | Німеччина (GER)  | 3:19.258 | Q        |
| 2     | Ерік Влчек Юрай Тарр            | Словаччина (SVK) | 3:24.728 |          |
| 3     | Тібор Хуфнагель Беньямін Цеінер | Угорщина (HUN)   | 3:25.580 |          |
| 4     | Арно Ібуа Етьєнн Юбер           | Франція (FRA)    | 3:25.654 |          |
| 5     | Хрхе Гарсія Райнер Торрес       | Куба (CUB)       | 3:25.711 |          |
| 6     | Данієл Гавел Ян Штерба          | Чехія (CZE)      | 3:53.907 |          |

#### Заплив 2
| Місце | Canoer                             | спортсмени       | Час      | Примітки |
| ----- | ---------------------------------- | ---------------- | -------- | -------- |
| 1     | Марко Томичевич Миленко Зорич      | Сербія (SRB)     | 3:15.298 | Q        |
| 2     | Кен Воллес Лаклан Тейм             | Австралія (AUS)  | 3:23.019 |          |
| 3     | Річардас Некріошіус Андрей Олійник | Литва (LTU)      | 3:24.246 |          |
| 4     | Емануель Сілва Жуан Рібейро        | Португалія (POR) | 3:26.284 |          |
| 5     | Нікола Ріпамонті Джуліо Дрессіно   | Італія (ITA)     | 3:30.429 |          |
| 6     | Євген Алєксєєв Олексій Дергунов    | Казахстан (KAZ)  | 3:30.433 |          |

### Півфінали
У фінал 'A' виходять по троє найшвидших човнів з кожного запливу. Решту беруть участь у фіналі 'B'.

#### Заплив 1
| Місце | Canoer                           | спортсмени      | Час      | Примітки |
| ----- | -------------------------------- | --------------- | -------- | -------- |
| 1     | Кен Воллес Лаклан Тейм           | Австралія (AUS) | 3:16.635 | FA       |
| 2     | Нікола Ріпамонті Джуліо Дрессіно | Італія (ITA)    | 3:17.942 | FA       |
| 3     | Тібор Хуфнагель Беньямін Цеінер  | Угорщина (HUN)  | 3:18.474 | FA       |
| 4     | Євген Алєксєєв Олексій Дергунов  | Казахстан (KAZ) | 3:18.858 | FB       |
| 5     | Арно Ібуа Етьєнн Юбер            | Франція (FRA)   | 3:21.100 | FB       |

#### Заплив 2
| Місце | Canoer                             | спортсмени       | Час      | Примітки |
| ----- | ---------------------------------- | ---------------- | -------- | -------- |
| 1     | Емануель Сілва Жуан Рібейро        | Португалія (POR) | 3:18.099 | FA       |
| 2     | Річардас Некріошіус Андрей Олійник | Литва (LTU)      | 3:18.526 | FA       |
| 3     | Ерік Влчек Юрай Тарр               | Словаччина (SVK) | 3:19.372 | FA       |
| 4     | Данієл Гавел Ян Штерба             | Чехія (CZE)      | 3:21.569 | FB       |
| 5     | Хрхе Гарсія Райнер Торрес          | Куба (CUB)       | 3:23.466 | FB       |

### Фінали

#### Фінал B
| Місце | Спортсмени                      | Країна          | Час      | Примітки |
| ----- | ------------------------------- | --------------- | -------- | -------- |
| 1     | Хорхе Гарсія Райнер Торрес      | Куба (CUB)      | 3:18.768 |          |
| 2     | Арно Ібуа Етьєнн Юбер           | Франція (FRA)   | 3:19.415 |          |
| 3     | Євген Алєксєєв Олексій Дергунов | Казахстан (KAZ) | 3:20.827 |          |
| 4     | Данієл Гавел Ян Штерба          | Чехія (CZE)     | 3:25.966 |          |

#### Фінал A
| Місце | Спортсмени                         | Країна           | Час      | примітки |
| ----- | ---------------------------------- | ---------------- | -------- | -------- |
| 1     | Макс Рендшмідт Маркус Гросс        | Німеччина (GER)  | 3:10.781 |          |
| 2     | Марко Томичевич Миленко Зорич      | Сербія (SRB)     | 3:10.969 |          |
| 3     | Кен Воллес Лаклан Тейм             | Австралія (AUS)  | 3:12.593 |          |
| 4     | Емануель Сілва Жуан Рібейро        | Португалія (POR) | 3:12.889 |          |
| 5     | Річардас Некріошіус Андрей Олійник | Литва (LTU)      | 3:14.748 |          |
| 6     | Нікола Ріпамонті Джуліо Дрессіно   | Італія (ITA)     | 3:14.883 |          |
| 7     | Тібор Хуфнагель Беньямін Цейнер    | Угорщина (HUN)   | 3:15.387 |          |
| 8     | Ерік Влчек Юрай Тарр               | Словаччина (SVK) | 3:15.916 |          |